# Abbeville (Louisiana)
Abbeville és una població dels Estats Units a l'estat de Louisiana. Segons el cens del 2009 tenia 22.800 habitants.

## Demografia
Segons el cens del 2000, Abbeville tenia 11.887 habitants. La densitat de població era de 812,3 habitants per km².
Per edats la població es repartia de la següent manera: un 29,7% tenia menys de 18 anys, un 9,4% entre 18 i 24, un 25,7% entre 25 i 44, un 19,4% de 45 a 60 i un 15,7% 65 anys o més.
L'edat mediana era de 34 anys. Per cada 100 dones de 18 o més anys hi havia 80,9 homes.
La renda mediana per habitatge era de 19.714 $ i la renda mediana per família de 21.400 $. Els homes tenien una renda mediana de 27.766 $ mentre que les dones 16.073 $. La renda per capita de la població era d'11.680 $. Entorn del 33,3% de les famílies i el 37,7% de la població estaven per davall del llindar de pobresa.

## Poblacions més properes
El següent diagrama mostra les poblacions més properes.